# Trece Martires
Trece Martires è una città delle Filippine, capoluogo della Provincia di Cavite, nella Regione di Calabarzon.
Trece Martires è formata da 13 barangay:
- Aguado (Piscal Mundo)
- Cabezas
- Cabuco
- Conchu (Lagundian)
- De Ocampo
- Gregorio (Aliang)
- Inocencio (B. Pook)
- Lallana
- Lapidario (Bayog)
- Luciano (Bitangan)
- Osorio
- Perez (Lucbanan)
- San Agustin (Pob.)